# Deon Richmond
Deon Richmond (Nueva York; 2 de abril de 1978) es un actor estadounidense, conocido por su papel en la infancia como el amigo Kenny de Rudy Huxtable (apodado "Bud") en la popular serie de NBC, The Cosby Show. Otro papel importante sería su aparición como Jordan Bennett, el novio de Tamera Mowry en la exitosa serie Cosas de hermanas, como un papel periódico en la quinta temporada, y como personaje regular en la sexta y última temporada. Después de The Cosby Show, apareció en películas como Enemy Territory, Scream 3, National Lampoon's Van Wilder, Trippin', Not Another Teen Movie y la película independiente de terror Hatchet. Apareció en el vídeo musical de Kool & the Gang para la canción "Cherish" cuando era un niño. Sus trabajos en televisión incluyen papeles en Getting By, Cosas de hermanas y Teachers. También actuó junto a un joven Eddie Murphy en las escenas del comienzo de Eddie Murphy Raw. Apareció en el vídeo musical de Kris Kross, "Warm It Up" en la década de los 90.